# エクトル・リアル
エクトル・リアル（Héctor Rial, 1928年10月14日 - 1991年2月24日）は アルゼンチン・ブエノスアイレス州ペルガミーノ出身のスペイン人元サッカー選手、サッカー指導者。ポジションはフォワード。
ナシオナル・モンテビデオでのリーグ優勝のほか、レアル・マドリードではリーグ優勝4度、インターコンチネンタルカップ、そしてチャンピオンズカップ5連覇を成し遂げた。また、代表チーム経験はアルゼンチン人ながらスペインのみである。
引退後は監督として多くの代表、クラブを率いた。

## 獲得タイトル

### ナシオナル・モンテビデオ
- プリメーラ・ディビシオン : 1952

### レアル・マドリード
- プリメーラ・ディビシオン : 1954-55, 1956-57, 1957-58, 1960-61
- UEFAチャンピオンズカップ : 1955-56, 1956-57, 1957-58, 1958-59, 1959-60
- インターコンチネンタルカップ : 1960